# Christian Schulz
Christian Schulz (Bassum, Alemania Occidental, 1 de abril de 1983) es un exfutbolista alemán que jugaba como defensa.

## Trayectoria
Inició su carrera en el equipo reserva del Werder Bremen, debutando en la 1. Bundesliga el 15 de febrero de 2003 como sustituto frente al 1. FC Nürnberg. El 30 de agosto de 2007 fue traspasado al Hannover 96, a pesar de no querer dejar su antiguo club.
En 2016, tras nueve años en Hannover, se marchó al SK Sturm Graz austriaco. En abril de 2018 anunció su retirada al finalizar la temporada, aunque dos meses después regresó al Hannover 96 para jugar con el filial. Dejó definitivamente el fútbol en mayo de 2021.

## Clubes
| Club             | País     | Año       |
| ---------------- | -------- | --------- |
| Werder Bremen II | Alemania | 2001-2002 |
| Werder Bremen    | Alemania | 2002-2007 |
| Hannover 96      | Alemania | 2007-2016 |
| SK Sturm Graz    | Austria  | 2016-2018 |
| Hannover 96 II   | Alemania | 2018-2021 |

## Palmarés

### Títulos nacionales
| Título                      | Club          | País     | Año     |
| --------------------------- | ------------- | -------- | ------- |
| 1. Bundesliga               | Werder Bremen | Alemania | 2003-04 |
| Copa de Alemania            | Werder Bremen | Alemania | 2003-04 |
| Copa de la Liga de Alemania | Werder Bremen | Alemania | 2006    |
| Copa de Austria             | SK Sturm Graz | Austria  | 2017-18 |